# Bulboaca, Anenii Noi
Bulboaca este un sat din raionul Anenii Noi, Republica Moldova. Este o stație de cale ferată pe tronsonul dintre Chișinău și Tighina și reședința plasei Bulboaca a județului interbelic Tighina. Se găsește în nemijlocita apropiere a reședinței de raion, orașul Anenii Noi, și găzduiește monumentele de arhitectură Conacul Mimi și Fabrica de Vin a familiei Mimi.

## Geografie
Satul Bulboaca este amplasat pe malurile râului Bâc între satele Hîrbovăț, Roșcani, or. Anenii Noi și Pădurea Hîrbovăț, o arie protejată din categoria rezervațiilor peisagistice.
Satul este situat la distanța de aproximativ 40 km sud-est de orașul Chișinău, și la distanța de aproximativ 5 km nord de or. Anenii Noi, între drumul republican R2 “Chișinău – Bender – Tiraspol – M5” și drumul expres M5 “Frontiera cu Ucraina – Criva – Bălți – Chișinău – Tiraspol – frontiera cu Ucraina”.
Teritoriul unității administrativ-teritoriale Bulboaca este de 3.046,42 ha, care cuprinde terenuri în intravilanul localității – 706,09 ha și extravilanul localității – 2.340,33 ha. 
- Bazinele acvatice ocupă suprafața de 51,78 ha.
- Terenuri cu destinație agricolă – 2198,3 ha.
- Fondul silvic – 272,25 ha.
- Pășune – 205,14 ha.

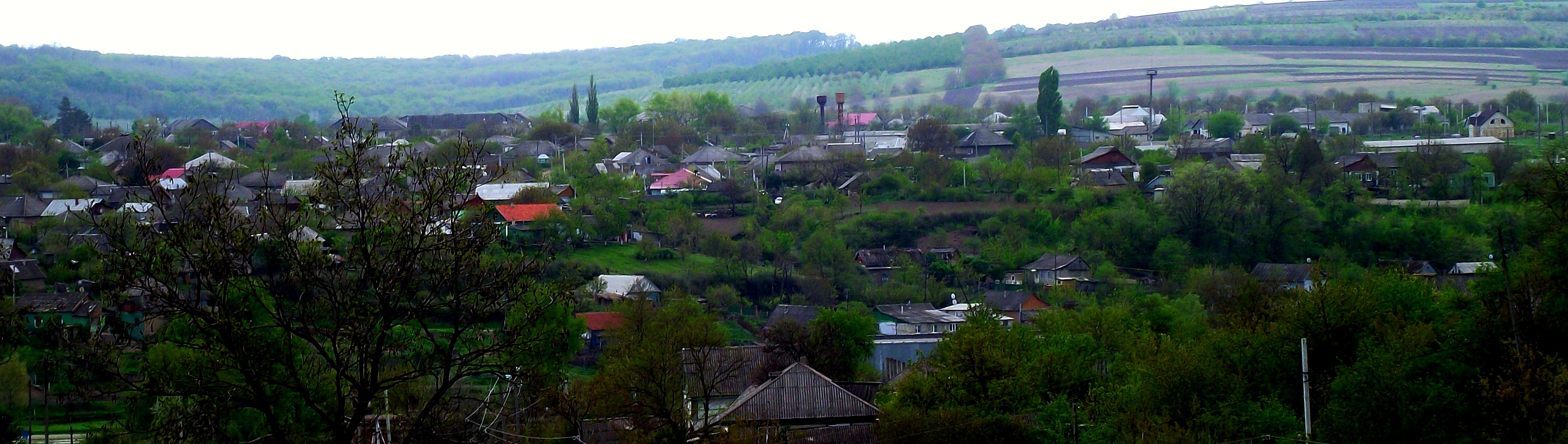
Panoramă parțială a localității
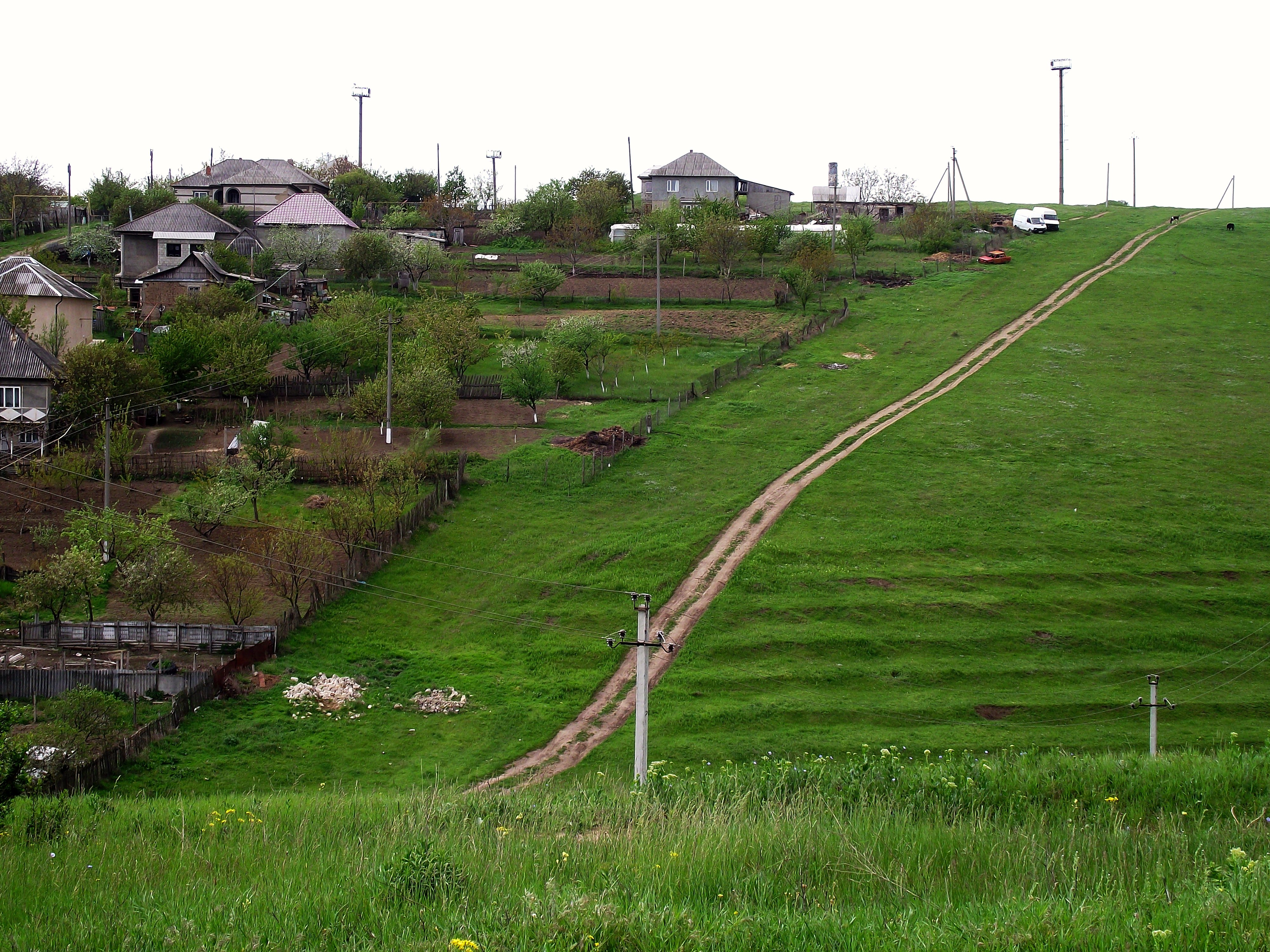
Marginea nord-estică.
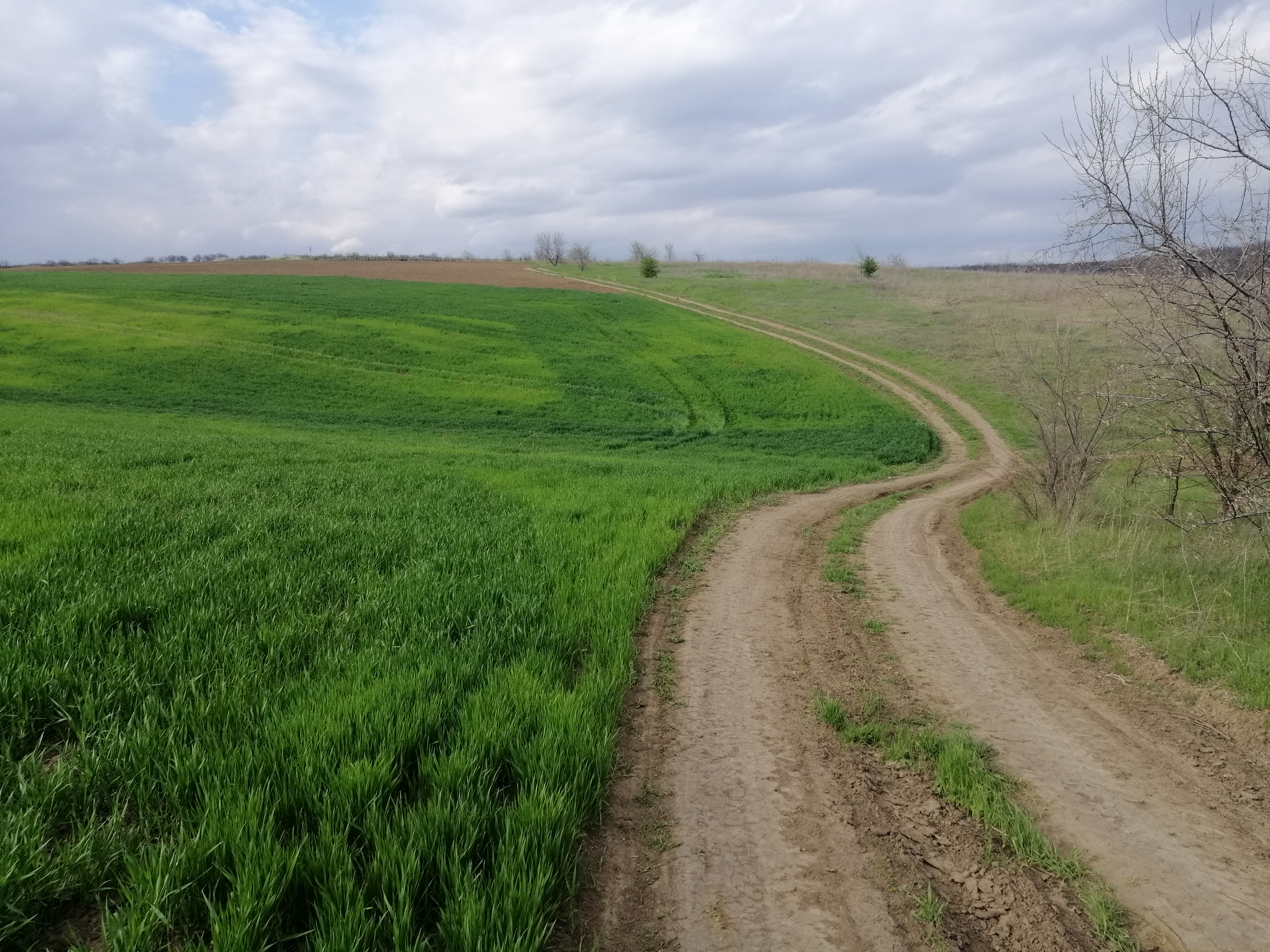
Drum pe moșia satului.

## Istorie

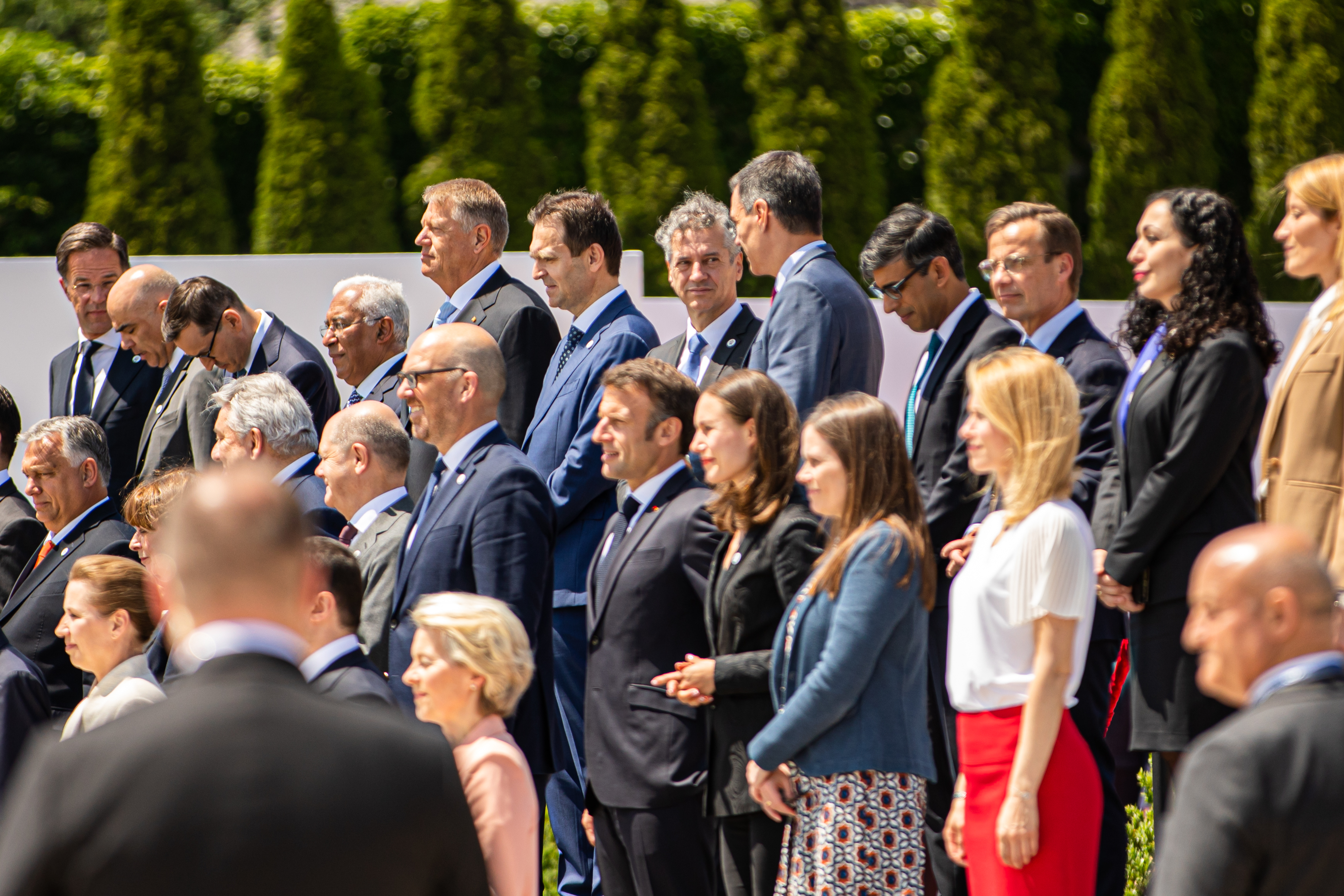
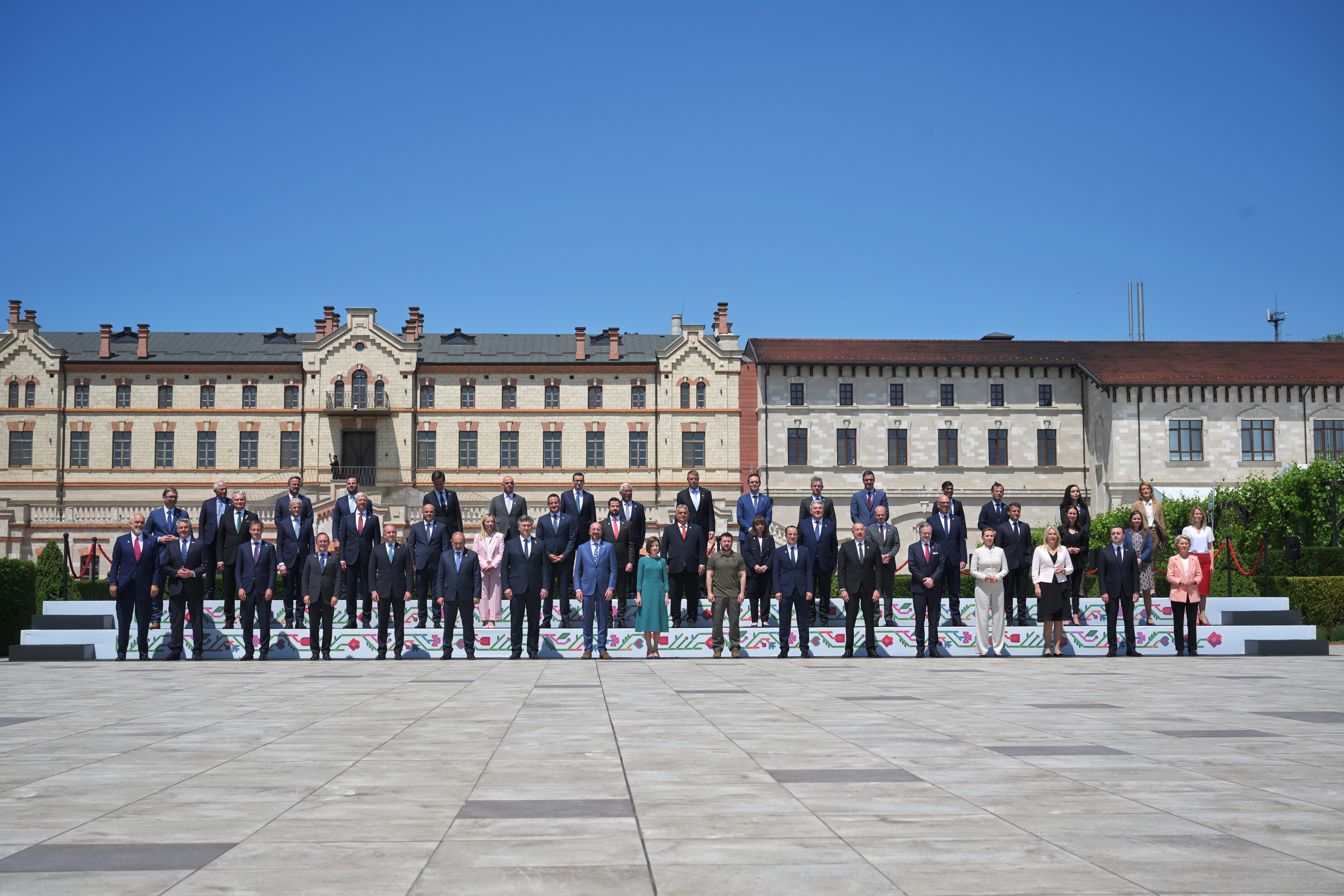
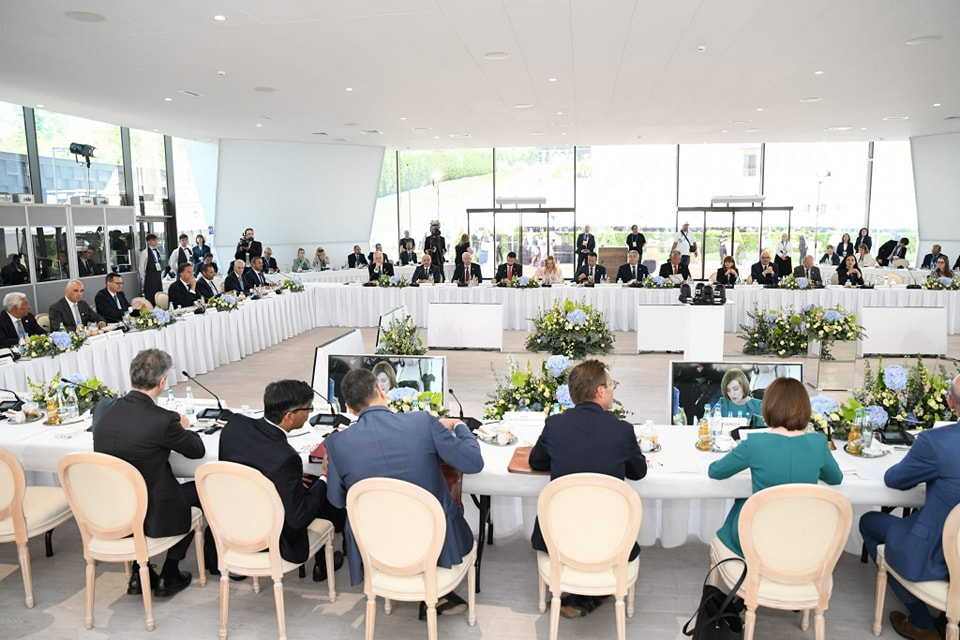
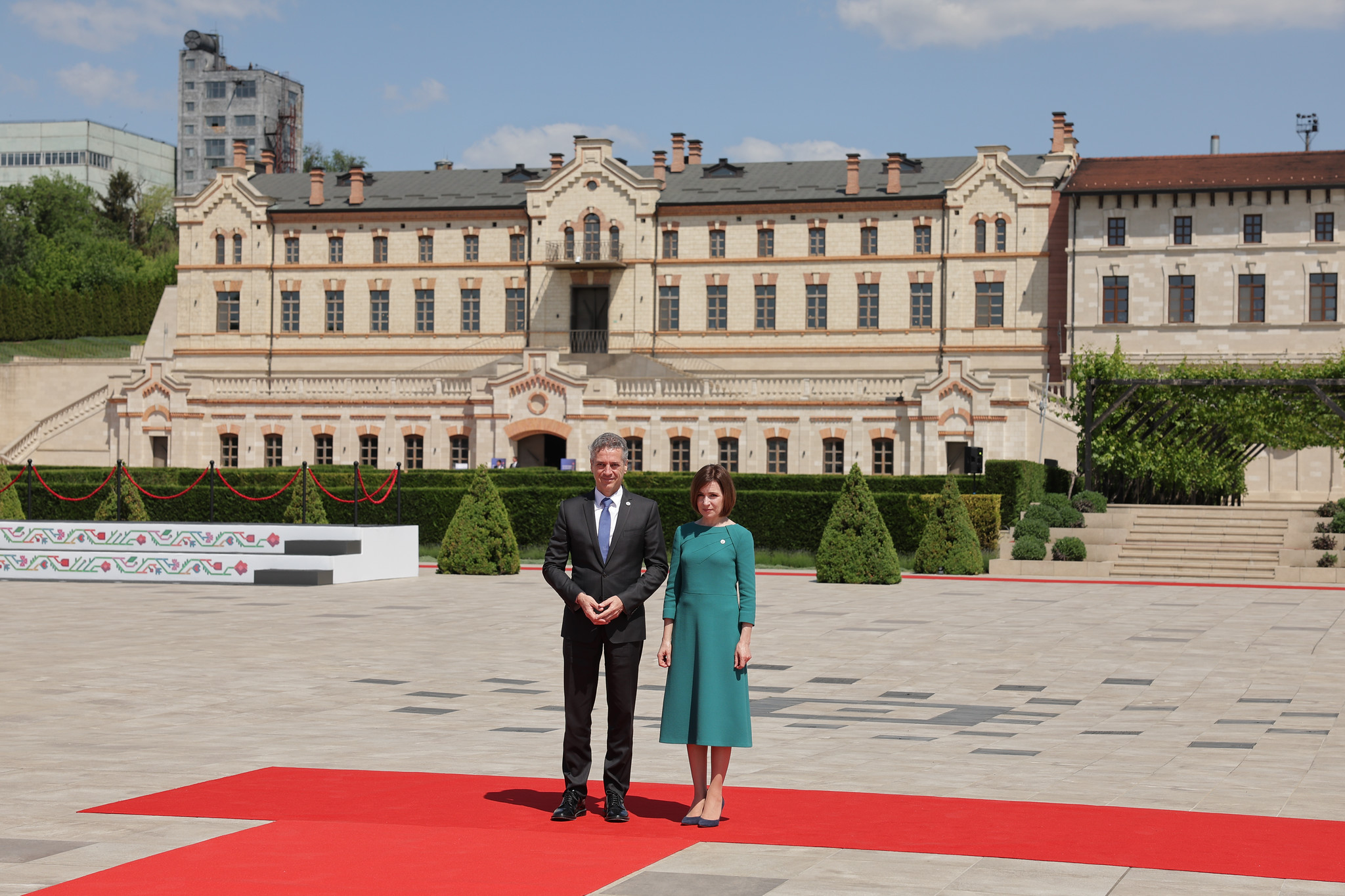

A fost atestat documentar pentru prima oară în 1620 cu numele Dimideni și în 1711 cu numele Bulboaca.
Pe 1 iunie 2023 Republica Moldova a găzduit la Castelul Mimi din Bulboaca cel de-al doilea summit al Comunității Politice Europene (CPE), la care au participat peste 40 de lideri europeni.
Hramul bisericii se serbează la 21 noiembrie.
Summitul Comunității Politice Europene de la Bulboaca din 1 iunie 2023

## Demografie
În anul 1997, populația satului Bulboaca a fost estimată la 6.230 de cetățeni. Conform datelor recensământului din anul 2004, populația satului constituie 5.036 de persoane, 2.446 fiind bărbați, iar 2.590 femei. Structura etnică a populației în cadrul satului arată astfel:
- băștinași declarați moldoveni – 4.500;
- băștinași declarați români 169;
- ruși – 197;
- ucraineni – 117;
- găgăuzi – 7;
- bulgari – 20;
- alte etnii – 23.

În satul Bulboaca sunt înregistrare 3.000 de gospodării și 517 apartamente situate în 20 blocuri locative.

## Administrație și politică
Componența Consiliului local Bulboaca (13 consilieri), ales la 5 noiembrie 2023, este următoarea:
|  | Partid                                       | Consilieri | Componență | Componență | Componență | Componență | Componență | Componență | Componență | Componență | Componență |
|  | -------------------------------------------- | ---------- | ---------- | ---------- | ---------- | ---------- | ---------- | ---------- | ---------- | ---------- | ---------- |
|  | Liga Orașelor și Comunelor                   | 9          |            |            |            |            |            |            |            |            |            |
|  | Partidul Acțiune și Solidaritate             | 2          |            |            |            |            |            |            |            |            |            |
|  | Platforma Demnitate și Adevăr                | 1          |            |            |            |            |            |            |            |            |            |
|  | Partidul Socialiștilor din Republica Moldova | 1          |            |            |            |            |            |            |            |            |            |

## Mediu de afaceri și logistică

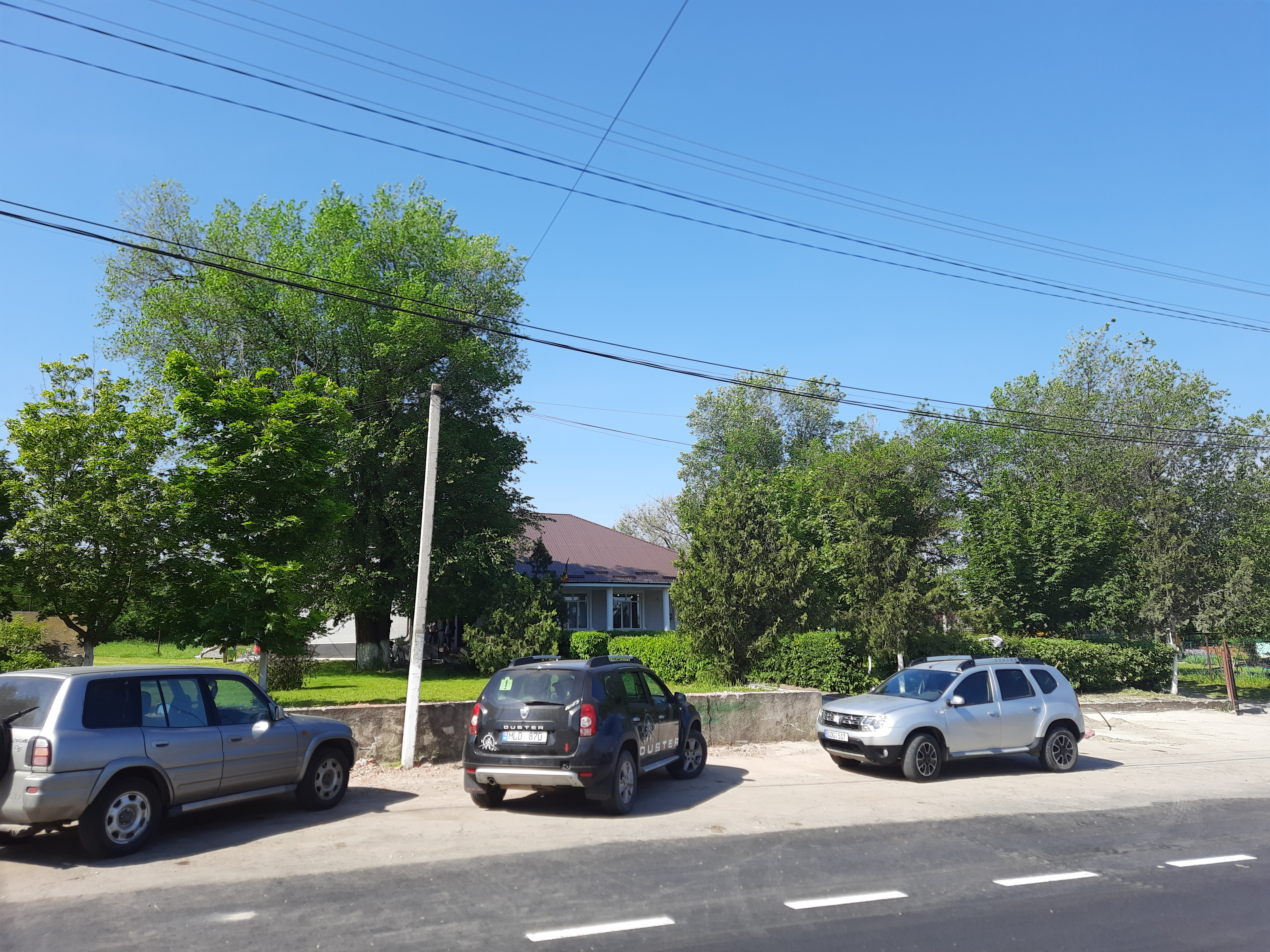
Primăria din localitate.

În localitate activează trei mari întreprinderi:
- Combinatul de carne, S.R.L. „AGUR PERLA", marca comercială "Mezellini"
- Fabrica de vinuri, S.R.L. „CASTEL MIMI", marca comercială "MIMI"
- Complexul turistic "Castel Mimi

- Fabrica de lactate, marca comercială „LATTESE"
- Complexul de prelucrare și depozitare a cerealelor, TRANS-OIL
- Fabrica de prelucrare a metalelor, S.A. DACIA UNIVERSAL BULBOACA, controlată de holdingul DAAC;

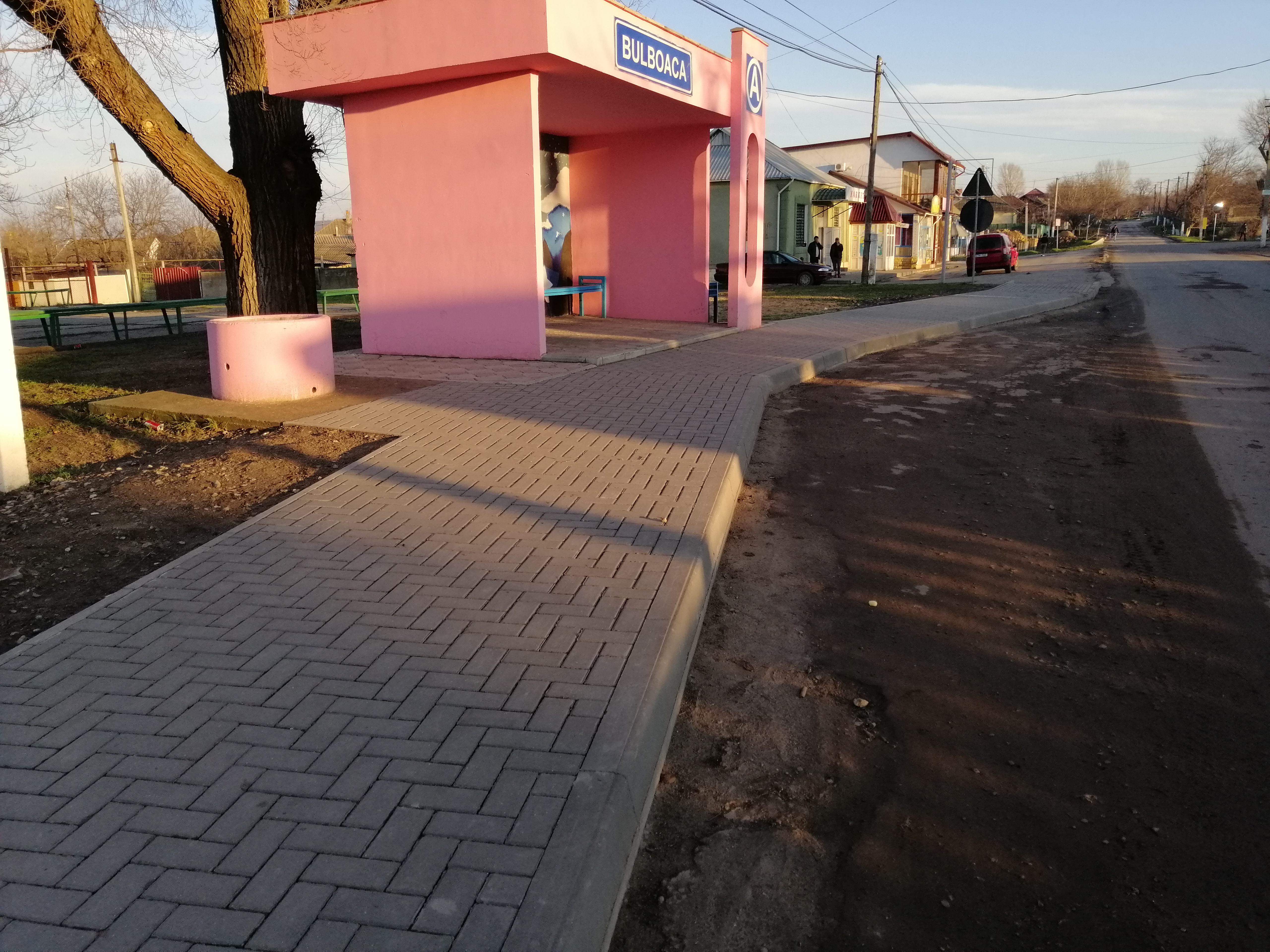
Stație de transport public rutier

În total în localitate activează 35 agenți economici. În sat funcționează două puncte vamale interne (rutier și feroviar) cu nr. 2170 și 2271. Stația feroviară „Bulboaca” oferă o gamă largă de servicii privind încărcarea/descărcarea vagoanelor cargo, inclusiv celor cerealiere. La stație se efectuează îmbarcarea/debarcarea pasagerilor trenurilor de călători Bender-2 – Chișinău - Bender-2, Moscova – Chișinău – Moscova. Localitatea este tranzitată pe drumul raional L478 de transportul rutier public spre satele Roșcani, Calfa, Gura Bîcului, Varnița, Telița, Speia, Șerpeni, Puhăceni, Delacău, dar pe drumul republican R2 de transportul rutier public spre s. Hîrbovăț, mun. Tighina și mun. Tiraspol.

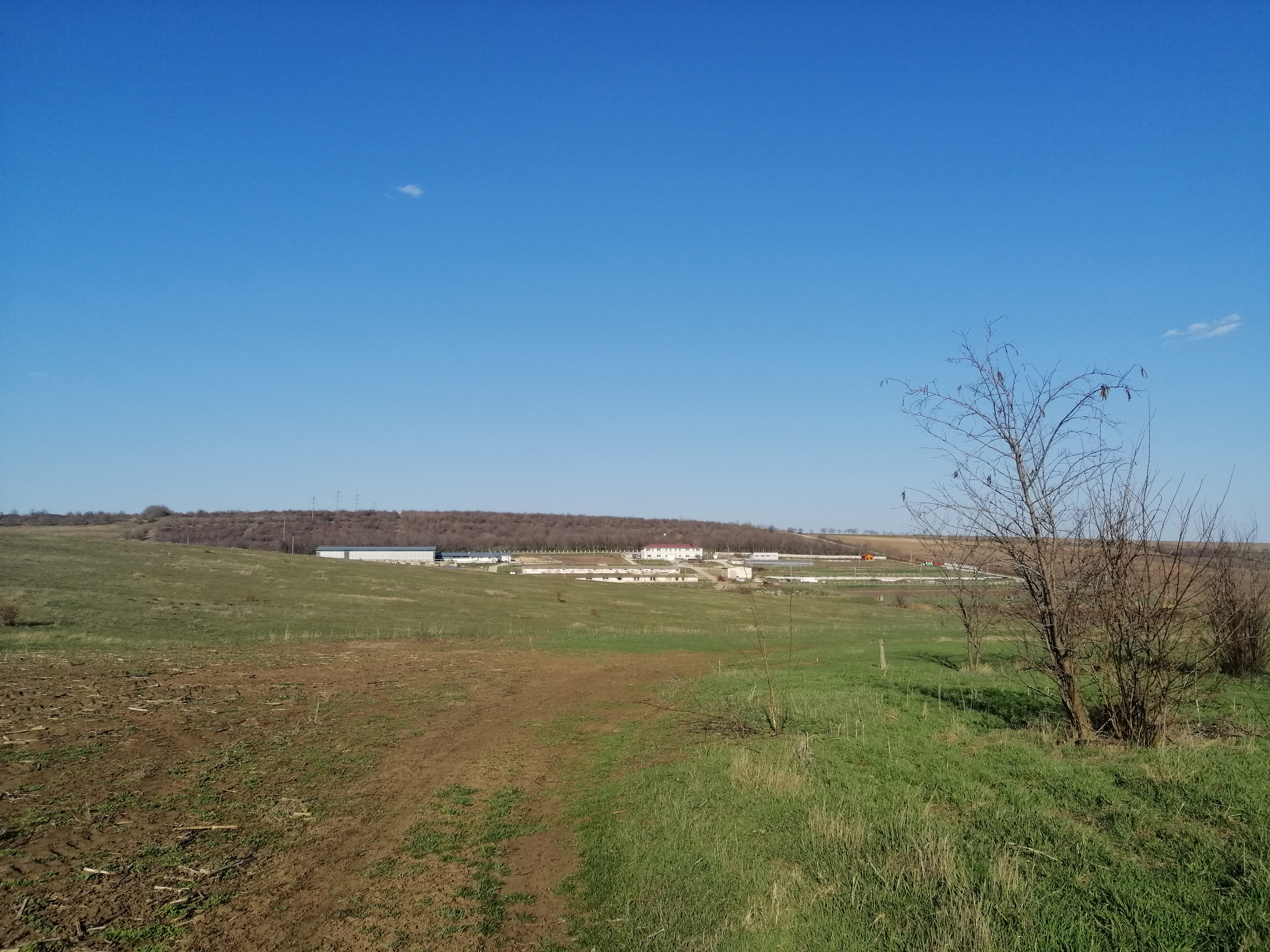
Fabrica de produse lactate „Lattese” din localitate.
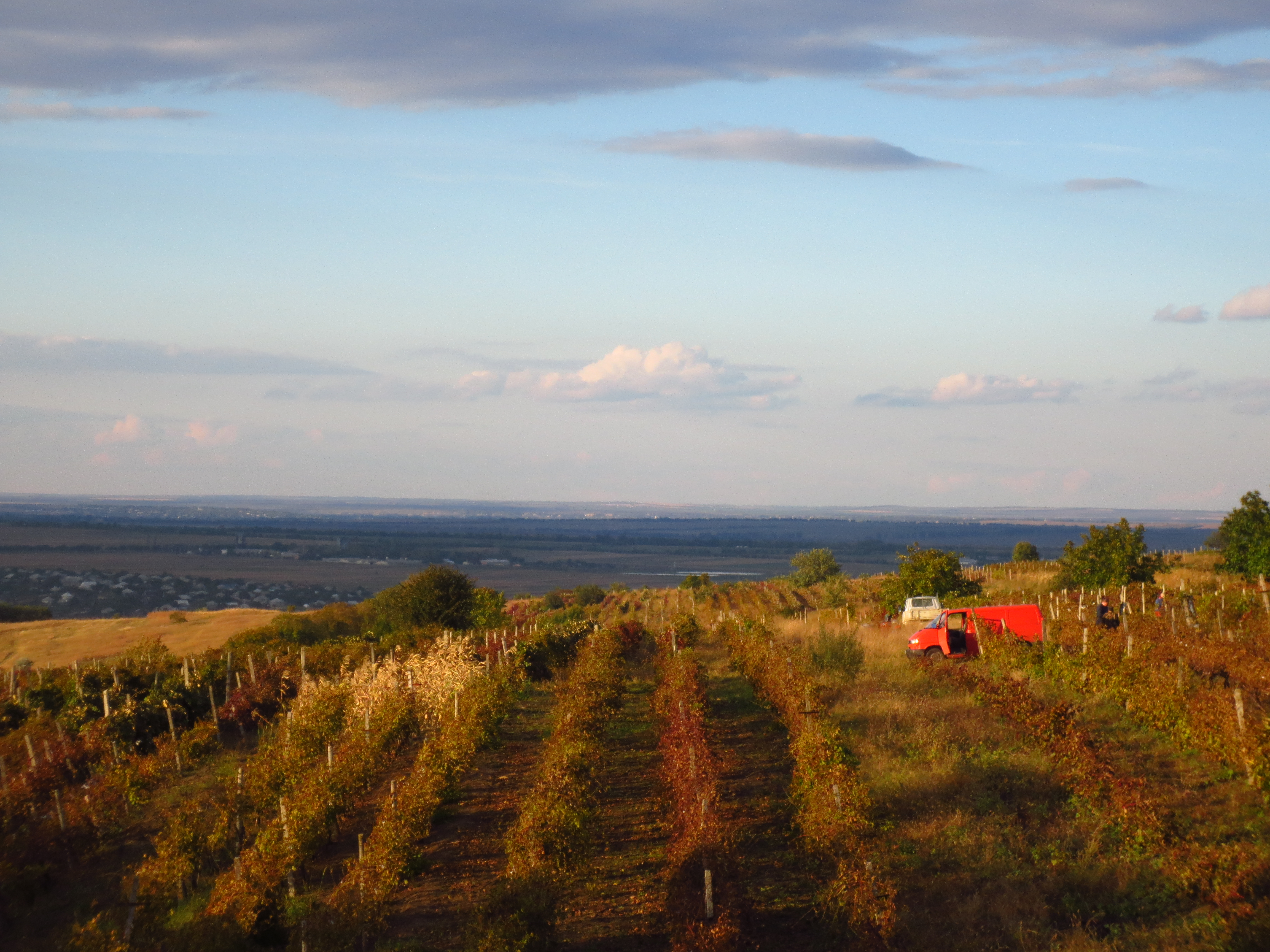
Podgorii în preajma satului.
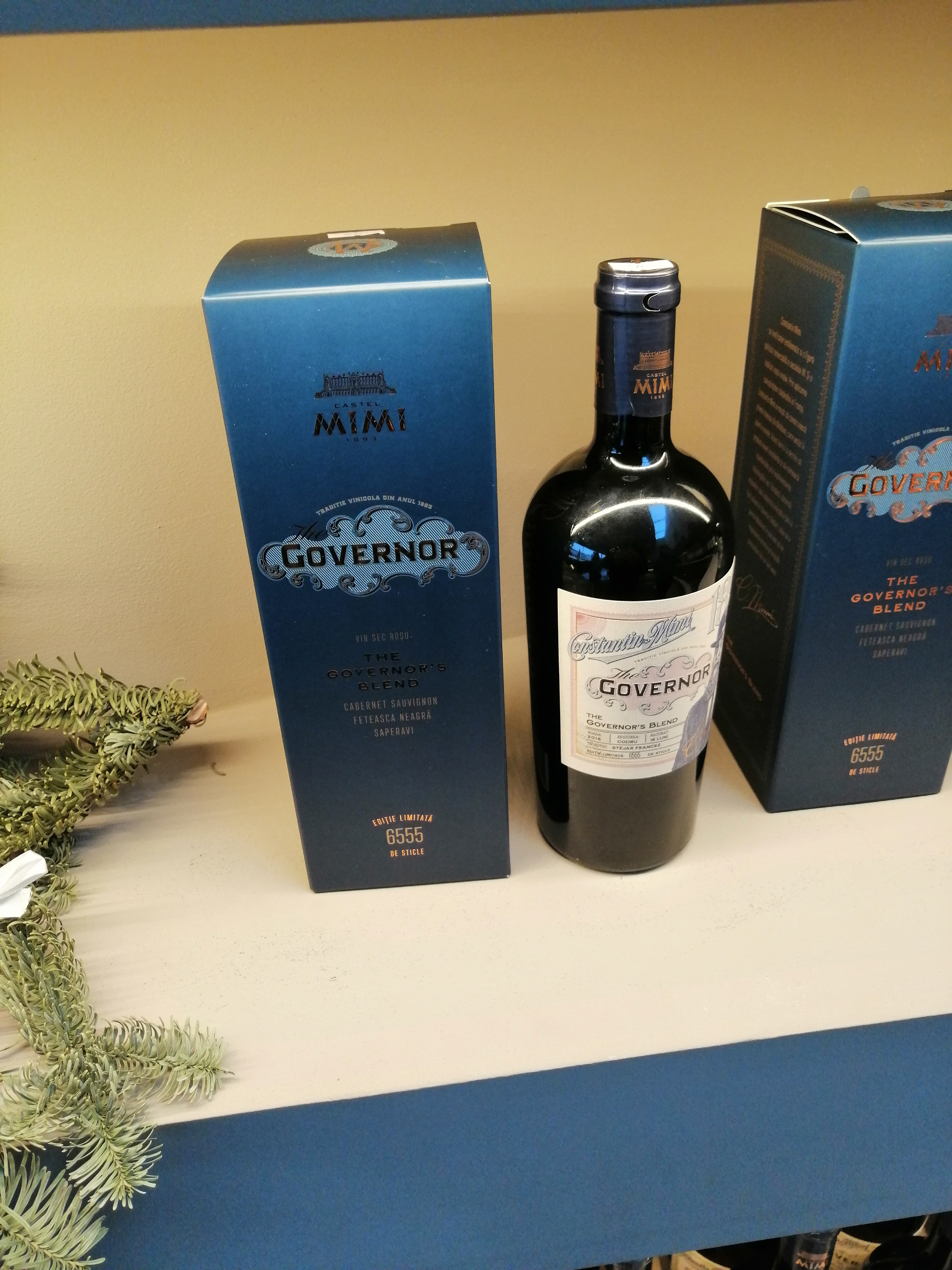
Vinul „Guvernator”

## Educație și formare
În satul Bulboaca activează două instituiții de învățământ preșcolar - grădinița "Plopușor" și grădinița "Romanița". Educația medie este asigurată de Gimnaziul local „Anton Guzun” și școala auxiliară internat. În localitate activează două biblioteci publice și două biblioteci școlare.

## Ordinea publică

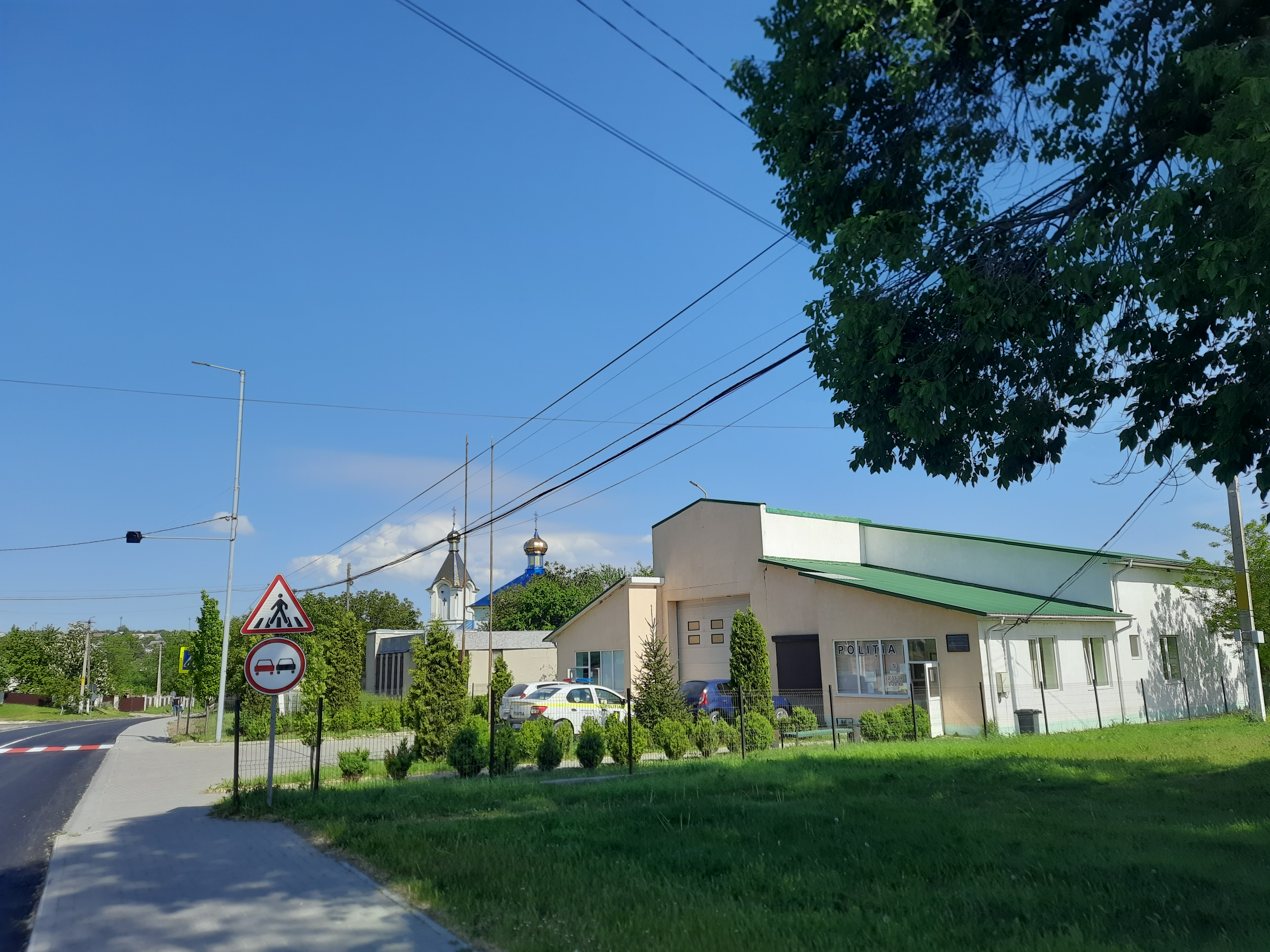
Sectorul de Poliție Nr. 4 din Bulboaca

În sat activează Sediul de Poliție nr. 4 al Inspectoratului de Poliție Anenii Noi, care asigură ordinea publică în satele Roșcani, Hîrbovăț, Calfa, Gura Bîcului, Varnița și Bulboaca. În sediul în cauză urma să desfășoare activitatea reprezentanții Inspectoratului General pentru Situații de Urgență (IGSU). Însă, urmare a optimizării cheltuielilor IGSU, postul de pompieri a fost închis.

## Sport
Clubul Sportiv „Goleador Bulboaca” este multiplu campion la fotbal. Jucătorii echipei sunt recunoscuți ca cei mai buni în diferite categorii 
În anul 2020 au demarat lucrările pentru construcția noului teren de minifotbal în curtea Gimnaziului local „A. Guzun”.
Judocanul moldovean de performanță Victor Sterpu este originar din Bulboaca.

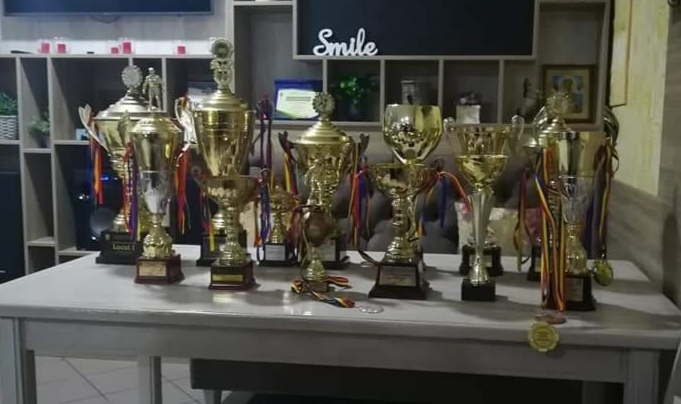
Câteva cupe C.S. „Goleador Bulboaca”
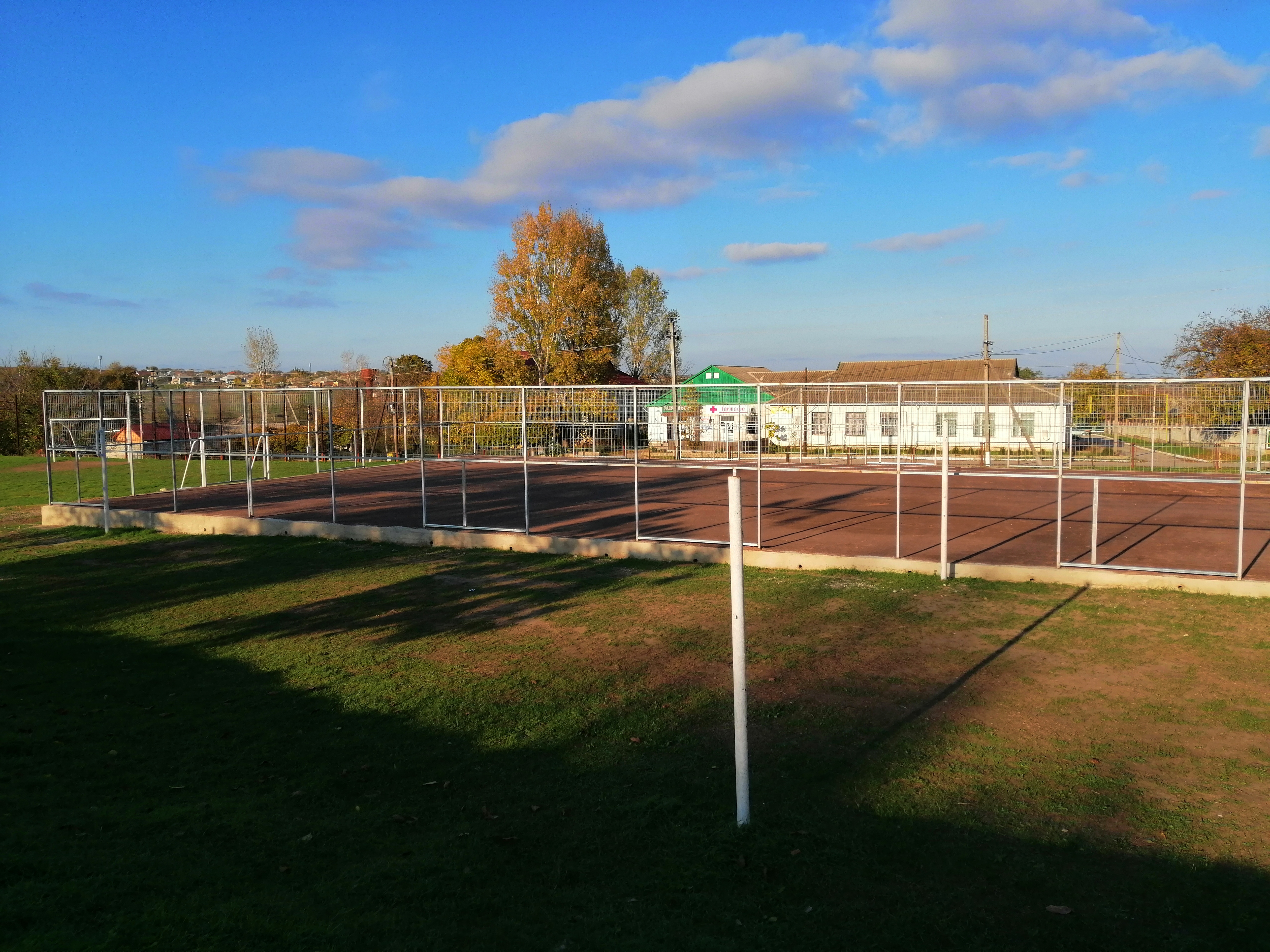
Construcția terenului de mini-fotbal
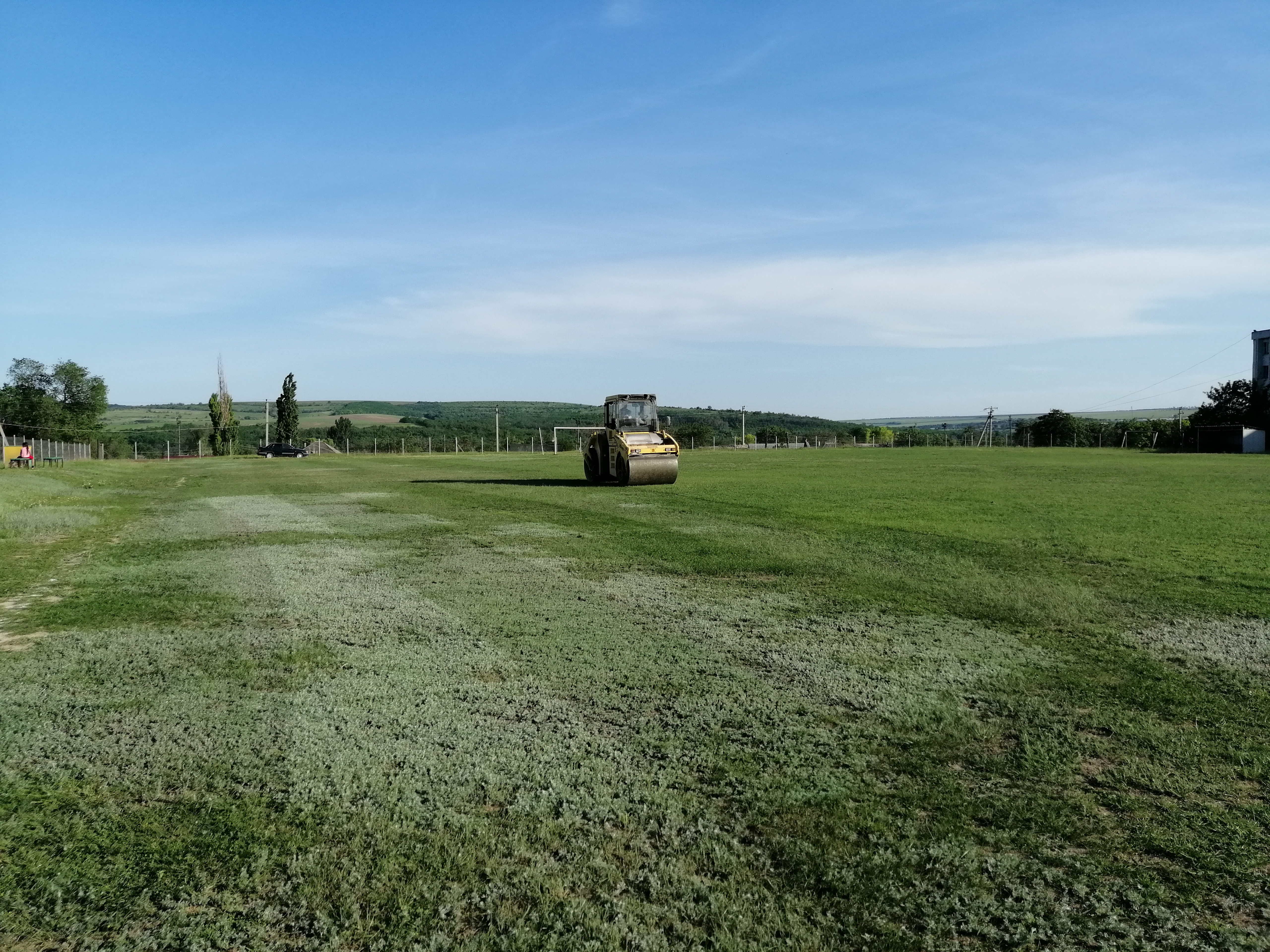
Nivelarea stadionului din Bulboaca

## Comunicații
În localitate activează oficiul Î.S. "Poșta Moldovei". 
La fel localitatea este conectată la fibră optică de furnizare a internetului. În sat prestează servicii de furnizare a internetului și televiziunii doi operatori.
Satul Bulboaca este acoperit de rețelele operatorilor de telefonie mobilă "Moldcell", "Orange" și "Unite".

## Personalități
Printre bulboceni sunt și persoane notorii, cunoscute atât în Republica Moldova, cât și peste hotarele țării.
De remarcat doctorul în istorie - Constantin Gh. Ciobanu, care a publicat monografia despre satul său natal – „Bulboaca de pe Bâc: urmele timpului”.
Este cunoscut și Petru Bîrcă, fost șef la Departamentul Instituții Penitenciare. Implicat activ în politică, fiind Președintele Organizației Raionale a Partidului „ȘOR” și coordonatorul Organizației teritoriale a Partidului Acțiune și Solidaritate din Bulboaca. Actualmente, Petru Bîrcă este în căutare, fiind învinuit de organizarea filajului procurorilor  (vedeți imaginile de la minutul 17:52). Anterior a fost judecat în cadrul unui dosar, care viza gruparea criminală „Makena”, precum și implicat în scurgerea unor informații secrete.
Petru Bîrcă este unchiul Marcelei Nistor, candidat la funcția de deputat în Parlamentul Republicii Moldova din data de 11 iulie 2021, desemnat de Partidul de Acțiune și Solidaritate. 

## Monumente istorice
Satul Bulboaca este atracție turistică urmare a deschiderii complexului multifuncțional „Castel Mimi”, care cuprinde „Fabrica de vin a familiei Mimi” și „Conacul familiei Mimi”, datate de la sfârșitul secolului al XIX-lea. Acesta este vizitat anual de circa 40.000 – 50.000 de turiști unici. 
Totodată, în sat este un alt monument istoric - Biserica “Sf. Arhangheli Mihail și Gavriil”, înălțată în anul 1868. Monumentul nu a fost în vizorul turiștilor până a fi deschis complexul turistic “Castel Mimi”.

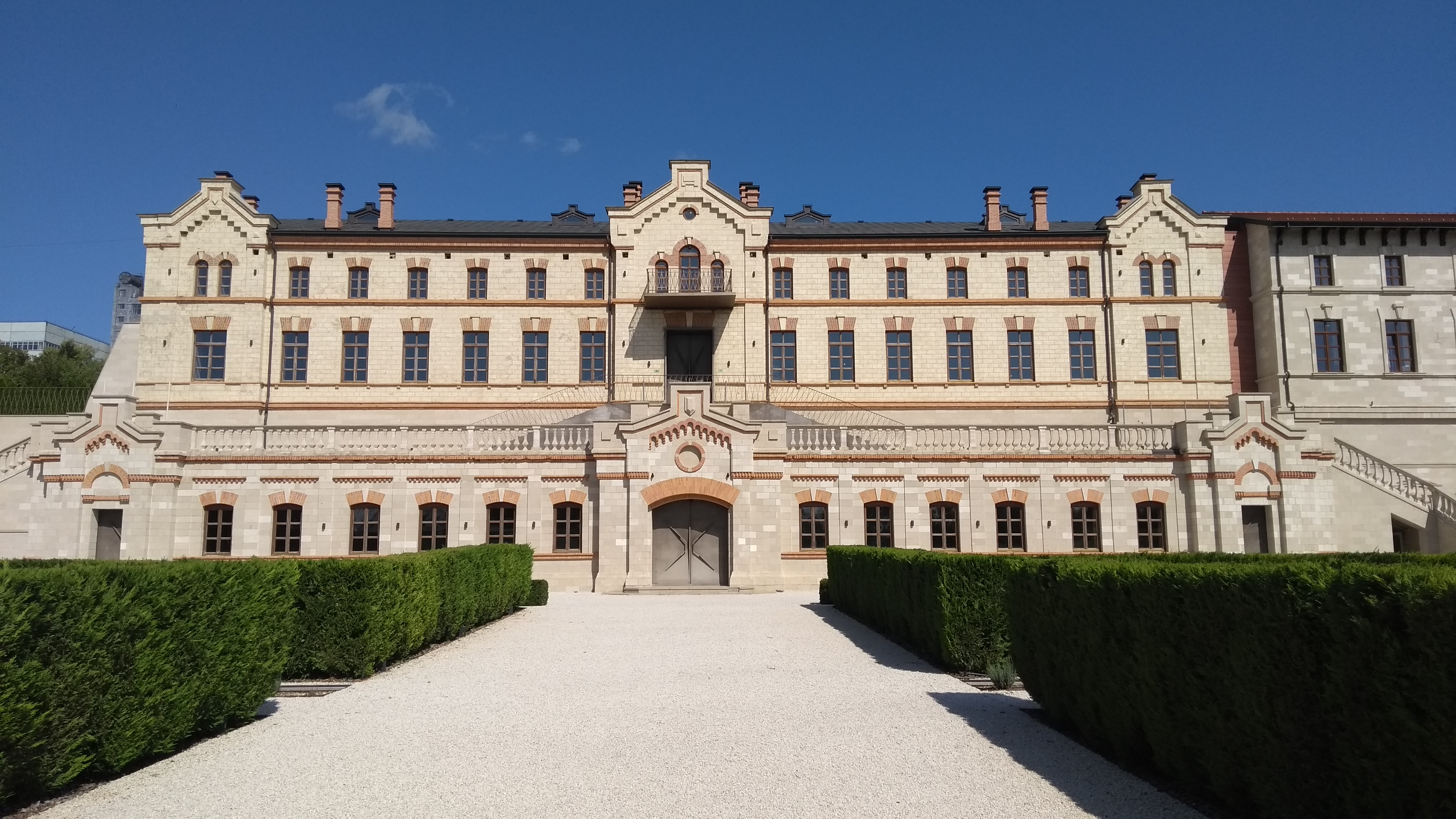
Castelul Mimi
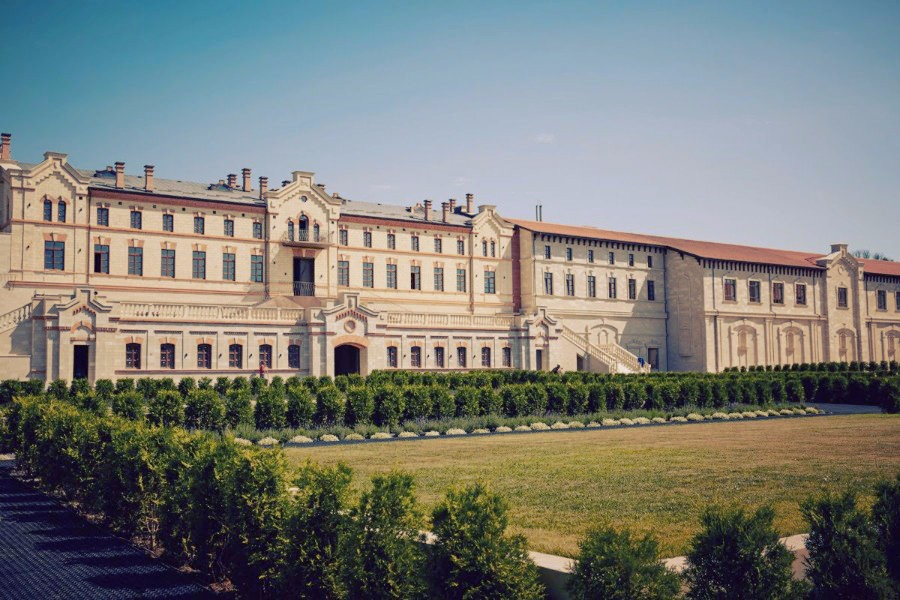
Castelul Mimi, privire de ansamblu.
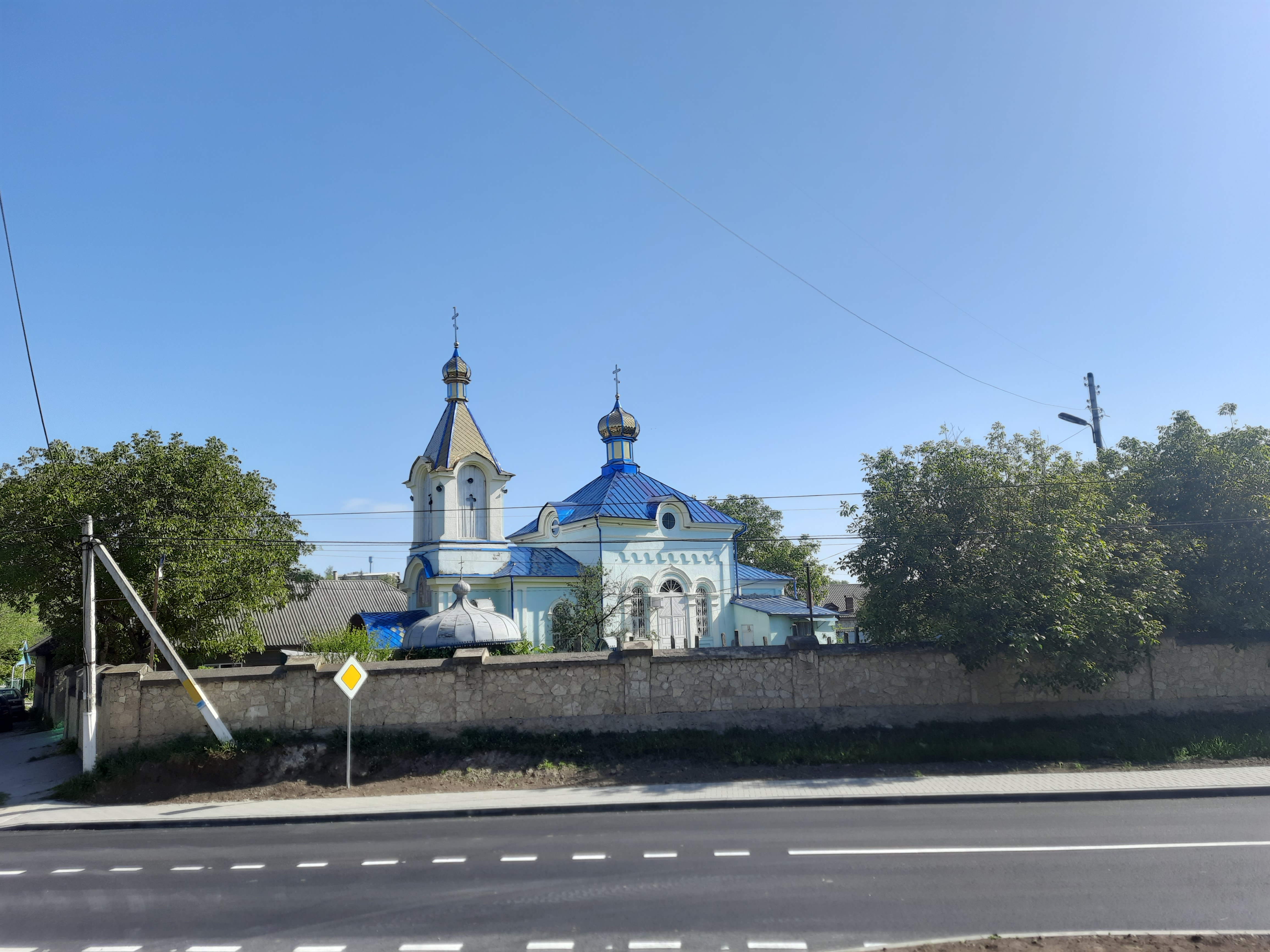
Biserica „Sf. Arhangheli Mihail și Gavriil”, monument ocrotit de stat.
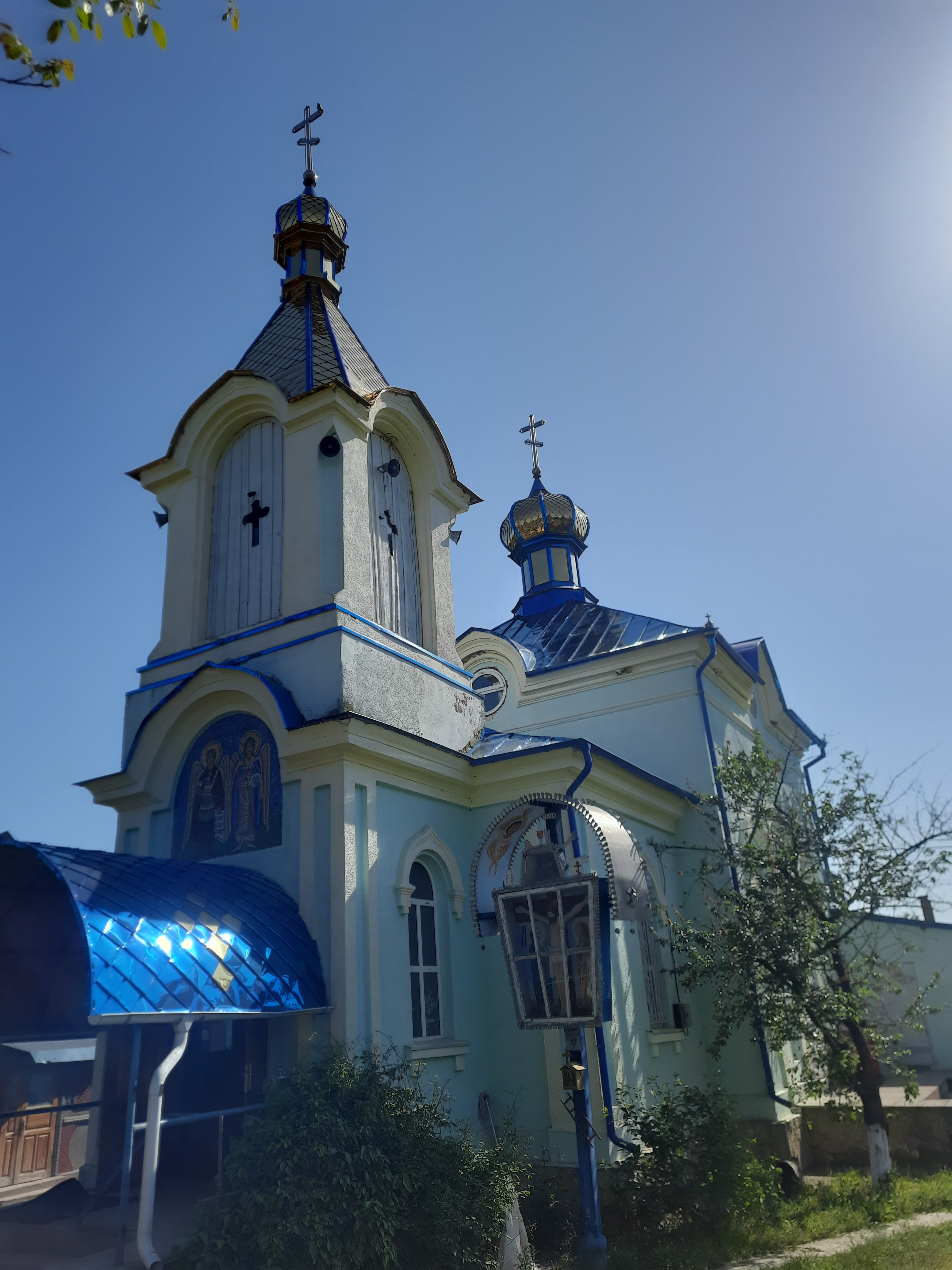
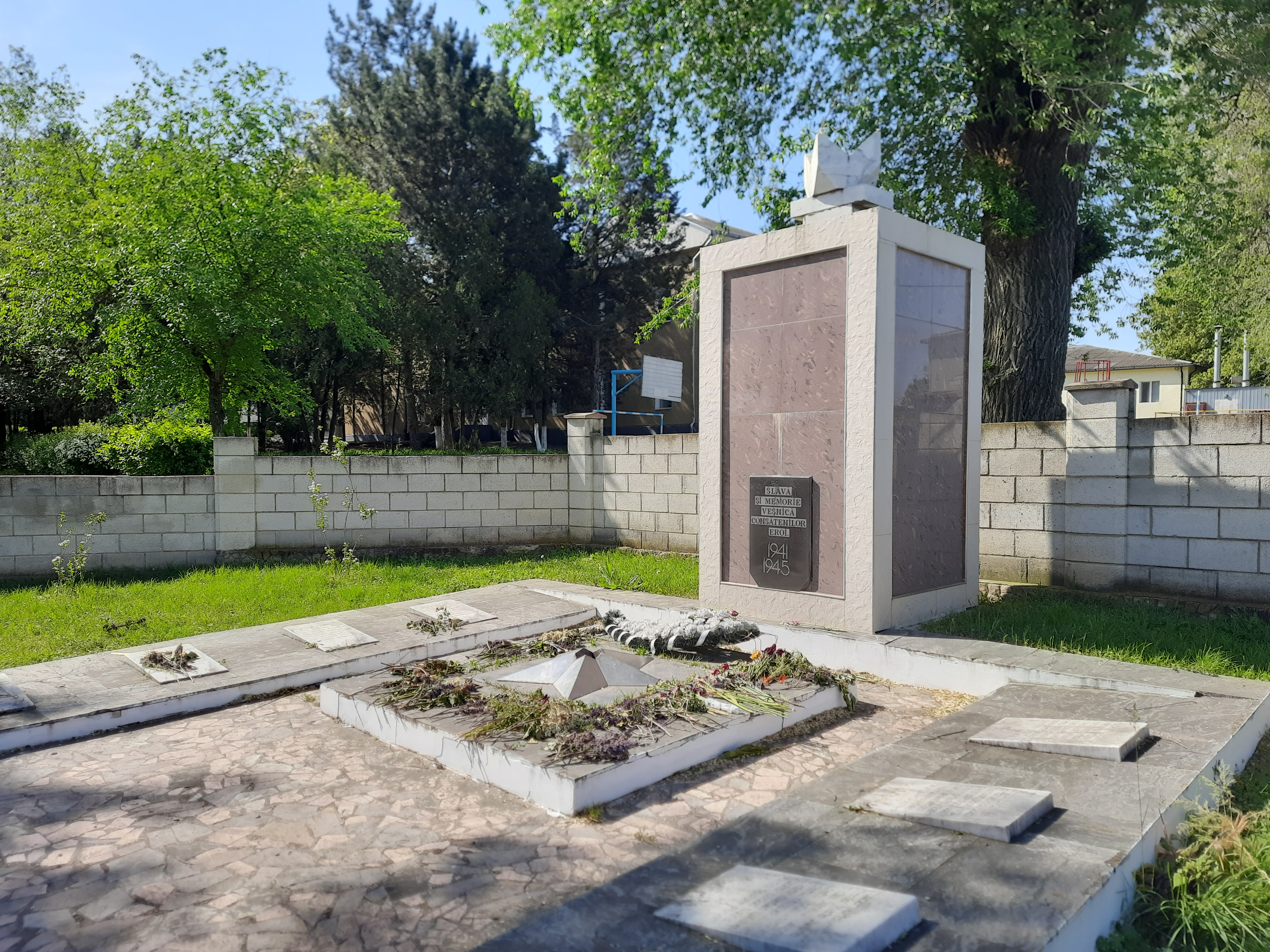
Memorialul consătenilor căzuți în Al Doilea Război Mondial.

## Vezi și
- Conacul familiei „Mimi”
- Fabrica de vin a familiei Mimi
- Poligonul de la Bulboaca